# 科什拉尼
49°6′15″N 29°24′28″E / 49.10417°N 29.40778°E
科什拉尼（烏克蘭語：Кошлани），是烏克蘭的村落，位於該國西南部文尼察州，由文尼察區負責管轄，始建於1620年，面積2.65平方公里，海拔高度214米，2001年人口455。